# 陈玛玲
陈玛玲（1934年—），女，台湾台北人，生于马来西亚，中国芗剧表演艺术家，福建省龙溪地区芗剧团团长，中国戏剧家协会理事，第五届全国政协委员。